# Episodi di The Greatest Show on Earth
¿

La prima e unica stagione della serie televisiva The Greatest Show on Earth è andata in onda negli Stati Uniti dal 17 settembre 1963 al 28 aprile 1964 sulla ABC.
| nº | Titolo originale                          | Prima TV USA      |
| -- | ----------------------------------------- | ----------------- |
| 1  | Lion on Fire                              | 17 settembre 1963 |
| 2  | Silent Love, Secret Love                  | 24 settembre 1963 |
| 3  | No Middle Ground for Harry Kyle           | 1º ottobre 1963   |
| 4  | Don't Look Down, Don't Look Back          | 8 ottobre 1963    |
| 5  | Garve                                     | 15 ottobre 1963   |
| 6  | The Loser                                 | 22 ottobre 1963   |
| 7  | Uncaged                                   | 29 ottobre 1963   |
| 8  | The Circus Never Came to Town             | 5 novembre 1963   |
| 9  | An Echo of Faded Velvet                   | 12 novembre 1963  |
| 10 | The Hanging Man                           | 19 novembre 1963  |
| 11 | Leaves in the Wind                        | 26 novembre 1963  |
| 12 | The Wrecker                               | 3 dicembre 1963   |
| 13 | Lady in Limbo                             | 10 dicembre 1963  |
| 14 | A Black Dress for Gina                    | 17 dicembre 1963  |
| 15 | Where the Wire Ends                       | 7 gennaio 1964    |
| 16 | Corsicans Don't Cry                       | 14 gennaio 1964   |
| 17 | Big Man from Nairobi                      | 21 gennaio 1964   |
| 18 | The Show Must Go On-- to Orange City      | 28 gennaio 1964   |
| 19 | A Place to Belong                         | 11 febbraio 1964  |
| 20 | Man in a Hole                             | 18 febbraio 1964  |
| 21 | Clancy                                    | 25 febbraio 1964  |
| 22 | The Last of the Strongmen                 | 3 marzo 1964      |
| 23 | The Night the Monkey Died                 | 10 marzo 1964     |
| 24 | Of Blood, Sawdust, and a Bucket of Tears  | 17 marzo 1964     |
| 25 | Rosetta                                   | 24 marzo 1964     |
| 26 | The Glorious Days of the Used to Be       | 31 marzo 1964     |
| 27 | Love the Giver                            | 7 aprile 1964     |
| 28 | This Train Don't Stop Till It Gets There  | 14 aprile 1964    |
| 29 | There are No Problems, Only Opportunities | 21 aprile 1964    |
| 30 | You're All Right, Ivy                     | 28 aprile 1964    |

## Lion on Fire
- Prima televisiva: 17 settembre 1963
- Scritto da: William Wood

### Trama
- Guest star: Joan Freeman (Nina Henderson), Harry Guardino (James Paleski), Dale Van Sickle (Ed Gallo), Alfred Ryder (Count Von Scherling), Ollie O'Toole (Watchman)

## Silent Love, Secret Love
- Prima televisiva: 24 settembre 1963

### Trama
- Guest star: Russ Tamblyn (Tom Tittle), Robert Webber (Rudy), Ruth Roman (Inge Johansen), Tuesday Weld (Louisa Johansen)

## No Middle Ground for Harry Kyle
- Prima televisiva: 1º ottobre 1963

### Trama
- Guest star: Robert J. Wilke (Lou Sirotta), Buddy Lewis (Guido), Martha Scott (Claire Kyle), Joey Walsh (Ted Kyle), Dell Graham (Acrobat), Joseph V. Perry (Anton), Aaron Saxon (Pete Hanley), José Ferrer (Harry Kyle)

## Don't Look Down, Don't Look Back
- Prima televisiva: 8 ottobre 1963

### Trama
- Guest star: Theodore Marcuse (Bill Morris), Buck Taylor (Joe), Brenda Vaccaro (Felicia), Bradford Dillman (Vito Fortunato), Gilbert Roland (Cesare Fortunato)

## Garve
- Prima televisiva: 15 ottobre 1963

### Trama
- Guest star: Maggie Pierce (Betty), Booth Colman (Boykin), Harold Stone (Greenwood), Peggy McCay (Anne), Ted Stanhope (Doc), Hugh O'Brian (Garve)

## The Loser
- Prima televisiva: 22 ottobre 1963

### Trama
- Guest star: Helen Westcott (Veda Devine), Diane Sayer (Cynthia), Eddie Albert (Frank Land), Joby Baker (Rick Andover), Rudy Dolan (poliziotto), Sal Mineo (Billy Archer)

## Uncaged
- Prima televisiva: 29 ottobre 1963
- Scritto da: Meyer Dolinsky

### Trama
- Guest star: Robert Doyle (Eddy), Joseph V. Perry (Clown), Fabian (Mac), James Coburn (Kelly), Douglas Henderson (Lempeck), Marian McCargo (Mrs. Kelly), Zeme North (Eloise)

## The Circus Never Came to Town
- Prima televisiva: 5 novembre 1963
- Diretto da: Arthur Hiller
- Scritto da: Bob Rafelson, Calvin Clements Sr.

### Trama
- Guest star: Billy Curtis (Danny), Michael Hinn, Dal McKennon, David Winters (Tig), Monica Tenner (Cindy), Frank Sutton (zio Marko), Cliff Robertson (Willie Simple)

## An Echo of Faded Velvet
- Prima televisiva: 12 novembre 1963

### Trama
- Guest star: John Baer (Crony), Edward Faulkner (Dowling), Felicia Farr (Isabel Duval), John Astin (Bartley), Anthony Franciosa (Warren Duval)

## The Hanging Man
- Prima televisiva: 19 novembre 1963

### Trama
- Guest star: Charles De Vries (Lederman), Robert Ball (impiegato), Michael Parks (Cristos), Fay Spain (Alicia), Ricardo Montalbán (Gus Trikonis)

## Leaves in the Wind
- Prima televisiva: 26 novembre 1963

### Trama
- Guest star: Paul Comi (Mike Wilkins), Sandra Gale Bettin (Doris), Paul Hartman (Eric Porter), Marlyn Mason (Terry Carnahan), Ila Britton (infermiera), Rudy Solari (Guy Duchamps), Berkeley Harris (Rod Nichols), Nina Foch (Angelica Cellini)

## The Wrecker
- Prima televisiva: 3 dicembre 1963

### Trama
- Guest star: Karl Swenson (Louis), Howard Caine (barista), Dennis Hopper (Rhymer), Luana Anders (Margaret), Dean Stockwell (Harley Brydell)

## Lady in Limbo
- Prima televisiva: 10 dicembre 1963
- Scritto da: Frank Waldman, Tom Waldman

### Trama
- Guest star: Irene Tedrow (Agatha Potter), Robert F. Simon (Greenwalt), Bill Mumy (Jeff), Roger C. Carmel (Kirov), Dabbs Greer (Pops), Lucille Ball (Kate Reynolds)

## A Black Dress for Gina
- Prima televisiva: 17 dicembre 1963

### Trama
- Guest star: Chris Alcaide (Hodges), Michael Constantine (Verducci), Steve Harris (Joey Gennaro), Geraldine Brooks (Gina)

## Where the Wire Ends
- Prima televisiva: 7 gennaio 1964

### Trama
- Guest star: Erin Leigh (Sandra), Neil Nephew (Pancho), Alejandro Rey (Chico), John Dehner (Aubrey), Carol Sandifer (Norma), Dorothy Malone (Jeannie Gilbert)

## Corsicans Don't Cry
- Prima televisiva: 14 gennaio 1964
- Diretto da: Vincent McEveety
- Soggetto di: Anthony Spinner

### Trama
- Guest star: Frank DeKova (Joseph), Patricia Breslin (Lisa), Billy Gray (Nick), Steven Hill (Frankie Sartene)

## Big Man from Nairobi
- Prima televisiva: 21 gennaio 1964

### Trama
- Guest star: William Sargent (Jack Spangler), Tim Graham (Finney), Ellen Burstyn (Susan Mason), Billy Curtis (Danny), Duane Grey (Pitchman), Sarah Selby (Josephia), Miranda Jones (Louise), Cornel Wilde (Gil McMasters)

## The Show Must Go On-- to Orange City
- Prima televisiva: 28 gennaio 1964

### Trama
- Guest star: Tony Dow (Billy Rusher), Danielle De Metz (Maggie Valois), Ken Murray (Sean Rusher), Martha Hyer (Lucy Carroll), Charles Knox Robinson (Ollie Forest), Alan Carney (Sam), Ruby Keeler (Peggy Rusher)

## A Place to Belong
- Prima televisiva: 11 febbraio 1964

### Trama
- Guest star: Sally Carter-Ihnat (Jeannie), Del Graham (Alex), Leslie Wales (Kitty Brady), Jeremy Slate (Tommy Jackson), Francine York (Deedee), Susan Wedell (Marnie), Jon Silo (Pete Maas), Francoise Ruggieri (Margot), Joseph V. Perry (Charles), Buddy Lewis (Usher), Charles H. Radilak (Unger), Louis Jourdan (Kurt Von Hecht)

## Man in a Hole
- Prima televisiva: 18 febbraio 1964

### Trama
- Guest star: Ed Peck (Sanders), Jennifer Billingsley (Marie), Russell Johnson (dottor Arnold Andrews), Arte Johnson (Mario), Jack Lord (Wally Walker), Bill Zuckert (Anderson), Phyllis Avery (Anne)

## Clancy
- Prima televisiva: 25 febbraio 1964

### Trama
- Guest star: Edmond O'Brien (Mike O'Kelley), Maggie McNamara (Moira O'Kelley), Skip Ward (Sean O'Kelley), Jody McCrea (Patrick O'Kelley), Marta Kristen (Billie Jo), Larry Storch (Bob Eagle)

## The Last of the Strongmen
- Prima televisiva: 3 marzo 1964

### Trama
- Guest star: Billy Curtis (Danny), Walter Brooke (Ralph Mack), Bruce Dern (Vernon), Marianna Hill (Edie), Nick Wolcuff (manager), Bernie Hamilton (J. J.), John Dennis (Charlie), Red Buttons (Walter Wallace)

## The Night the Monkey Died
- Prima televisiva: 10 marzo 1964

### Trama
- Guest star: Suzi Carnell (Rachel), Paul Picerni (Marco the Magnificent), Martin Landau (Mario de Mona), Barbara Bain (Betty), Buck Taylor (Tony), Yvonne DeCarlo (Magda Kolday)

## Of Blood, Sawdust, and a Bucket of Tears
- Prima televisiva: 17 marzo 1964

### Trama
- Guest star: Doris Dowling (Minnie), Al Ruscio (Julio), Julie Newmar (Willa Harper), Henry Beckman (Spike Samson), Alan Baxter (Richards), Arthur O'Connell (Pop Slate)

## Rosetta
- Prima televisiva: 24 marzo 1964

### Trama
- Guest star: William Demarest (Paul Keller), Cecil Kellaway (Doc Browne), Annette Funicello (Melanie Keller), Dwayne Hickman (dottor Greg Blakeley)

## The Glorious Days of the Used to Be
- Prima televisiva: 31 marzo 1964

### Trama
- Guest star: Elaine Martone (Freda), Michael Panaieff (Art Stevens), Betty Hutton (Julia Dana), Monique Lemaire (Prudence), K. L. Smith (Sanford), Gene Roth (Russell Phillips), Don Ameche (Collie McCullough)

## Love the Giver
- Prima televisiva: 7 aprile 1964

### Trama
- Guest star: John Brinkley (Ron Silver), William Woodson (Ringmaster), Brandon De Wilde (Vic Hawkins), Susan Silo (Susan Silver), James Whitmore (Marsh)

## This Train Don't Stop Till It Gets There
- Prima televisiva: 14 aprile 1964
- Diretto da: Allen Reisner
- Scritto da: Paul Mason, Fenton Hobart, Jr.

### Trama
- Guest star: Agnes Moorehead (Millie), J. Pat O'Malley (Ross), Spring Byington (Louise), Rory Calhoun (Roger), Deborah Walley (Anne), Sally Kellerman (Judith), Sheree North (Gloria), Andrew Duggan (McHenry)

## There are No Problems, Only Opportunities
- Prima televisiva: 21 aprile 1964

### Trama
- Guest star: Frank Maxwell (Markham), Bernard Kates (Fenton), Joanna Moore (Denny Greenleaf), Edgar Bergen (McTavish), Antony Carbone (Abbott), Barry Nelson (Clay Kelfer)

## You're All Right, Ivy
- Prima televisiva: 28 aprile 1964

### Trama
- Guest star: Buster Keaton (Pippo), Joe E. Brown (Diamond Dimey Vine), Lynn Loring (Ivy Hatch), Ted Bessell (Loring Wagner), Barbara Pepper (signora grassa), Betsy Jones-Moreland (Louella Grant), Joan Blondell (T. T. Hill), Lawrence Montaigne (Felix)